# Jairzinho

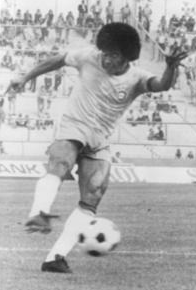
Jairzinho la Campionatul Mondial din 1974

Jair Ventura Filho, sau Jairzinho, (pronunție în portugheză [ʒaˌiʁˈzĩɲu]; n. 25 decembrie 1944) este un fost fotbalist brazilian. Un atacant sau extremă rapidă și puternică, el a fost membru al echipei naționale de fotbal a Braziliei care a câștigat în 1970 Campionatul Mondial de Fotbal, unde a marcat în fiecare joc jucat de Brazilia. Procedând astfel, el a devenit unul din doar 3 jucători - ceilalți fiind Alcides Ghiggia și Just Fontaine - care a marcat în fiecare meci al turneului în istoria Cupei Mondiale și a fost ulterior poreclit „Uraganul”. El s-a clasat pe locul 27 în topul celor mai mari 100 de fotbaliști ai secolului al XX-lea în clasamentul realizat de World Soccer, cu un loc în fața lui Zinedine Zidane.